# Gravitar
Gravitar est un shoot 'em up multidirectionnel développé par Atari Inc., sorti en 1982 sur borne d'arcade. C'est le premier jeu conçu pour Atari de Mike Hally, qui réalisera plus tard le succès Star Wars.

## Système de jeu
Le joueur contrôle un petit vaisseau spatial bleu au milieu d'un système solaire fictif avec une douzaine de planètes à explorer pour trouver du carburant. La vue change à l'approche d'une planète pour en montrer sa surface puis zoome au fur et à mesure que le vaisseau s'approche du sol. La gravité joue un rôle primordial car elle attire inexorablement le vaisseau vers le sol. Le joueur dispose de cinq boutons pour faire pivoter le vaisseau, activer le propulseur, tirer, récupérer le carburant et se protéger avec un champ de force. Le jeu se complexifie en redémarrant les mêmes planètes au début, mais avec une gravité inversée qui repousse le vaisseau au loin puis de la même manière avec des planètes invisibles. Les rares ayant réussi à finir les « invisibles » se sont ensuite heurtés à  des planètes invisibles avec une gravité inversée ! À ce niveau, une seule partie durait facilement plus d’une heure… Dans les salles françaises, une partie ne coûtait qu’un Franc contre deux Francs pour des jeux plus accessibles et convoités. Seule une petite partie des joueurs de l’époque ont « accroché », la principale difficulté résultant à réussir à commencer de jouer plus d’une ou deux minutes ce qui n’était par forcément simple.

## Conversion
Devant l'échec du jeu en salle d'arcade, les bornes sont souvent converties pour recevoir le jeu Black Widow (en).

## Adaptations
Ce n'est qu'à la fin des années 1980 que Gravitar est sorti sur Atari 2600.
En 2010, le jeu est adapté sur la Xbox 360 et sur le service Games for Windows – Live.

## Postérité
Le jeu est l'une des entrées de l'ouvrage Les 1001 jeux vidéo auxquels il faut avoir joué dans sa vie.